# EMD 567

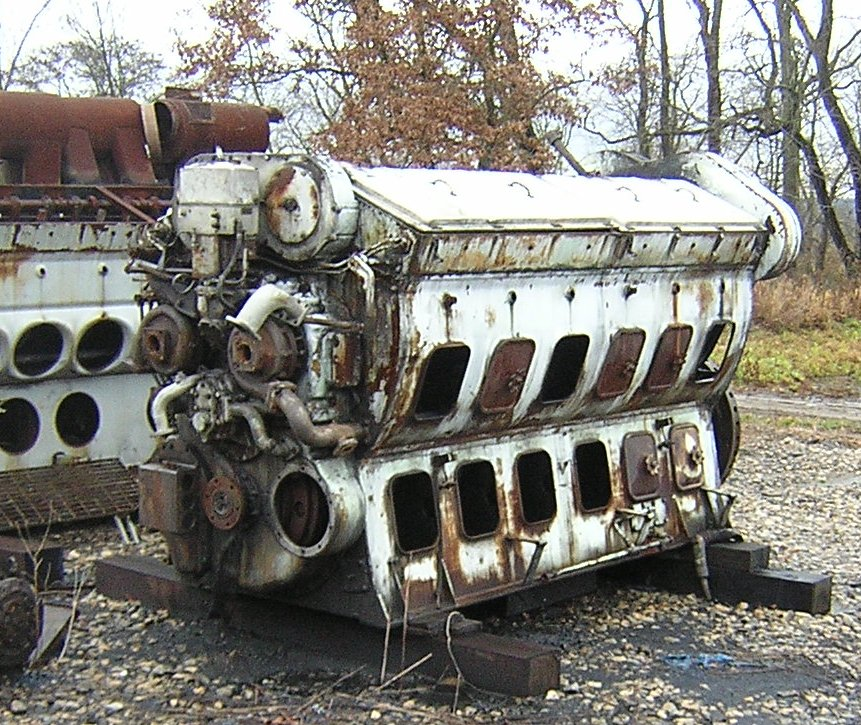
Motor Diesel EMD 567.

El EMD 567 es una línea de motores diésel construidos por la Electro-Motive Division de General Motors. Este motor fue utilizado en las locomotoras de EMD a partir de 1938 hasta su reemplazo en 1966 por el motor EMD 645. Era un motor en V, sus cilindros se encontraban en un ángulo de 45 grados.
| Modelo de motor | RPM max. | Sobrealimentación | Fechas de construcción | Relación de compresión | Caballos de fuerza | Caballos de fuerza | Caballos de fuerza | Caballos de fuerza |
|                 |          |                   |                        |                        | 6 cil.             | 8 cil.             | 12 cil.            | 16 cil.            |
| --------------- | -------- | ----------------- | ---------------------- | ---------------------- | ------------------ | ------------------ | ------------------ | ------------------ |
| 567             | 800      | Roots blower      | 9/38-3/43              | 16:1                   | 600                |                    | 1000               | 1350               |
| 567A            | 800      | Roots blower      | 5/43-9/53              | 16:1                   | 600                |                    | 1000,1200          | 1350               |
| 567B            | 800      | Roots blower      | 7/45-3/54              | 16:1                   | 600                | 800                | 1000,1125,1200     | 1300,1500          |
| 567AC           | 800      | Roots blower      | 8/53-6/61              | 16:1                   | 600                |                    | 1000               |                    |
| 567BC           | 800      | Roots blower      | 9/53-10/63             | 16:1                   |                    |                    | 1125,1200          | 1500               |
| 567C            | 800,835  | Roots blower      | 3/53-2/66              | 16:1                   | 600                | 900                | 1125,1200          | 1500,1750          |
| 567D1           | 835      | Roots blower      | 12/59-11/65            | 20:1                   |                    |                    | 1325               | 1800               |
| 567D2           | 835      | Turbocompresor    | 11/59-4/62             | 14.5:1                 |                    |                    |                    | 2000               |
| 567D3           | 835      | Turbocompresor    | 5/59-11/63             | 14.5:1                 |                    |                    |                    | 2250,2400          |
| 567D3A          | 900      | Turbocompresor    | 9/63-1/66              | 14.5:1                 |                    |                    |                    | 2500               |
| 567E            | 835      | Roots blower      | 2/66-4/66              | 16:1                   |                    |                    | 1200               |                    |
| 567CR           | 835      | Roots blower      | 10/56-11/65            | 16:1                   |                    | 900                |                    |                    |